# Fagleksikografi
Fagleksikografi er den videnskabelige disciplin, der beskæftiger sig med udarbejdelse, design, brug og bedømmelse af fagordbøger. En fagordbog er en ordbog, der behandler terminologien inden for et eller flere fagområder. En person, som arbejder med fagleksikografi kaldes en fagleksikograf.
Fagleksikografien er en underafdeling af den disciplin, der kaldes leksikografi, som beskæftiger sig med ordbøger generelt.

## Fagleskikografiens formål og objekt
Fegleksikografien kan opdeles i en teoretisk og en praktisk del. Formålet med den teoretiske fagleksikografi er at udvikle teorier og principper for udarbejdelse, design, brug og bedømmelse af fagordbøger, mens formålet med den praktiske fagleksikografi er at udarbejde, designe og bedømme fagordbøger. Fagleksikografiens objekt, både det teoretisk-videnskabelige og det praktiske er fagordbøger. Som beskrevet i Nielsen 1992, skelner man i fagleksikografien mellem flerfagsordbøger (behandler mange forskellige fag) og enkeltfagsordbøger (behandler kun et fag). denne skelnen er vigtig, da man kan give en meget mere udtømmende behandling af fagord, fagsprog og fagsystematik i enkeltfagsordbøger end i flerfagsordbøger. Derudover skelner man mellem tre forskellige brugertyper: lægmand, halvekspert og ekspert. Denne skelnen er vigtig, da den giver et billede af brugernes faglige og fagsproglige kompetence, således at leksikograferne kan medtage de nødvendige data i fagordbøgerne.

## Fagleksikografiens funktionslære
Inden for fagleksikografien er der etableret en såkaldt funktionslære, der går ud på, at en hvilken som helst ordbog skal udarbejdes med udgangspunkt i den eller de intenderede funktioner, som ordbogen skal have. Det kan fx være en kommunikationsrelateret funktion, dvs. tekstforståelse, tekstproduktion, tekstrevision eller oversættelse af tekster, eller det kan være en vidensrelateret funktion, dvs. man har behov for at vide mere om et specielt emne eller mere generelt udbygge sin viden. Ordbogens forfattere skal så på baggrund af den valgte funktion sammenholdt med ordbogens målgruppe, inkorporere de data, der er nødvendige for, at brugeren kan anvende ordbogen til løsning af et problem, der falder inden for ordbogens funktion(er).

## Ekstern kilde/henvisning
- (Webside ikke længere tilgængelig)
- Henning Bergenholtz og Sven Tarp (red.): Manual i fagleksikografi. Systime 1994.
- Sandro Nielsen: "Forholdet mellem alordbøger og enkeltfagsordbøger". I: R. V. Fjeld (red.): Nordiske studier i leksikografi. Nordisk forening for leksikografi 1992.
- Sandro Nielsen: "Overvejelser angående det leksikografiske grundlag for en elektronisk bilingval regnskabsordbog", LexicoNordica 9-2002, 173-194.